# 福田寺 (米原市)
福田寺（ふくでんじ）は、滋賀県米原市長沢にある浄土真宗本願寺派の寺院。山号は布施山。本尊は阿弥陀如来。長沢御坊とも称される。

## 歴史
この寺は、683年に創建されたと伝えられる息長氏の氏寺で息長寺と号した。元は現在の長浜市布施町にあり布施寺とも称された。また、当初は法相宗に属したが、その後天台宗に転じ、鎌倉時代後期善顕のとき浄土真宗に改められた。その後、現在地に移転し、一向宗の中心的寺院のひとつとして織田信長に対抗している。なお、幕末この寺に住した摂専は井伊直弼の従兄弟であり、二条斉敬と姻戚関係があった。

## 文化財
- 名勝
  - 庭園
- 滋賀県指定有形文化財
  - 御殿（書院）
- 県選択無形民俗文化財
  - 公家奴振り[1][2]